# بطولة العالم لألعاب القوى لذوي الاحتياجات الخاصة 2013
بطولة العالم لألعاب القوى لذوي الاحتياجات الخاصة 2015 هي منافسة سباقات المضمار والميدان للرياضيين ذوي الاحتياجات الخاصة. عقدت في الدوحة بقطر ودارت بين 19 و 28 يوليو. أقيم الحفل في ملعب دورون بليون.